# Started
«Started» es una canción de la rapera australiana Iggy Azalea. Fue lanzada el 3 de mayo de 2019 a través de Bad Dreams Records y Empire Distribution como el segundo sencillo su segundo álbum de estudio In My Defense (2019). El 10 de agosto de 2021, la canción recibió certificación "Oro" en los Estados Unidos a través de la RIAA por 500,000 copias vendidas.

## Antecedentes
Azalea lanzó la canción «Sally Walker» como primer sencillo de su segundo álbum de estudio el 15 de marzo de 2019. La canción fue acompañada de un video musical y tenía una trama relacionada con temas funerarios. El video finaliza con una vista previa de una nueva canción titulada «Started». Durante una entrevista con iHeartRadio el 11 de abril, confirmó que sería su próximo sencillo y añadió: «nadie admitiría que era su nueva canción favorita en la sala. Y luego, un día, J. White dijo, 'solo voy a decir esto, no me juzguen, «Started» es mi canción favorita'. Yo estaba como, 'de ninguna manera pensé yo lo mismo'.»
El 19 de abril de 2019, Azalea anunció que «Started» se lanzaría el 3 de mayo de 2019, compartiendo una foto de la carátula del sencillo en sus redes sociales después de haberla revelado la noche anterior al cambiar el diseño de su cuenta en Twitter. La carátula del sencillo muestra a Azalea de pie frente a un tocador mientras sostiene un pastel rosa con el título de la canción escrito en él. La palabra «Daddy» aparece escrita con predería en la blusa que viste la rapera, dejando ver su abdomen. Azalea siguió promocionando la canción con imágenes, publicando fotos promocionales del video musical en redes sociales en los días previos al lanzamiento.

## Composición
«Started» es una canción de hip hop, con una duración de tres minutos y seis segundos. Fue escrita por Azalea y Ronny Wright y producida por J. White Did It, quien también había producido el sencillo anterior «Sally Walker». En la pista Azalea canta: «I started from the bottom and now I'm rich... You started out hating, now you love my drip.» Al igual que toma prestada una línea del rapero estadounidense Drake, diciendo: «started from the bottom», agregando, «and now I'm rich.»

## Video musical
Un video musical de la canción fue filmado en abril de 2019 en una mansión de Los Ángeles. Fue dirigido por Colin Tilley, quien también dirigió los videos musicales de anteriores sencillos de Azalea como, «Savior», «Kream» y «Sally Walker». Azalea dijo que lo consideró su mejor momento al tuitear: «Este [Started] es el mejor video que he hecho.» Después de cambiar su diseño de Twitter y revelar la carátula del sencillo, Azalea también tuiteó: «Imagínense no saber una cita de Anna Nicole Smith cuando ves una. [...]», e implicaba que las imágenes harían referencia a Smith en el video. Luego siguió compartiendo más fotos del video en redes sociales, con la presencia de un «sugar daddy», alardeando de que ella lleva un estilo de vida lujoso, sugiriendo que los temas principales del video sean la riqueza y la búsqueda de riqueza. También publicó fotos donde estaba en el set de grabación junto a la drag queen Trixie Mattel. Azalea tuiteó: «Escribí una escena solo para ella en «Sally Walker» pero se encontraba de gira, así que tuve que incluirla en la historia de «Started» cuando descubrí que ella ya estaba en la ciudad.» Horas antes del lanzamiento del sencillo, Azalea confirmó que el video se lanzaría el mismo día. Actualmente el video cuenta con más de 102 millones de reproducciones en YouTube.

### Sinopsis
El video, que incluye las apariciones de Trixie Mattel en un sketch y Vanessa Vanjie Mateo, presenta a Azalea junto a un suggar daddy, después de que ella inicia su matrimonio con un hombre mayor en silla de ruedas, que usa una máscara de oxígeno. Azalea se ve con un vestido blanco corto y con muchos looks diferentes, incluida una peluca de diamantes durante una escena de piscina y un traje hecho con billetes de cien dólares. A la mitad del video, Azalea comienza a cansarse de él hasta que aparece otra versión de sí misma y Mattel en un infomercial para Die Slow Cake Co., una mezcla de pastel con veneno para matar a un suggar daddy, con el subtítulo: «If your name's in his will and you want your bread/ Call 1-833-DADDYS-DEAD.» Luego intenta sofocarlo con un cojín en la cama y finalmente muere durante un festín. Azalea se deja llevar disfrutando de su nueva vida sola redecorando, con la ayuda de Mateo, y organizando una lujosa fiesta para celebrar su riqueza. En el contexto del video, la letra de la canción hace referencia a cómo muchos de los detractores del personaje de suggar dady creían que ella no se volvería rica, y ha logrado demostrar que estaban equivocados.

## Posicionamiento en listas
| Lista (2019)                                                  | Mejor posición |
| ------------------------------------------------------------- | -------------- |
| Australia Digital Tracks (ARIA)                               | 37             |
| Canadá Hot Digital Songs (Billboard)                          | 30             |
| Escocia (Scottish Singles Sales Chart)                        | 43             |
| Estados Unidos Bubbling Under Hot 100 Singles (Billboard)     | 20             |
| Estados Unidos Bubbling Under R&B/Hip-Hop Singles (Billboard) | 3              |
| Francia Downloads (SNEP)                                      | 122            |
| Grecia Digital Songs (Billboard)                              | 10             |
| Hungría (Single Top 40)                                       | 12             |
| Irlanda (IRMA)                                                | 73             |
| Nueva Zelanda Hot Singles (RMNZ)                              | 11             |
| Reino Unido (UK Singles Chart)                                | 76             |
| Reino Unido Independent Singles (OCC)                         | 12             |

## Historial de lanzamiento
| Región         | Fecha               | Formato                     | Discográfica                            | Ref.   |
| -------------- | ------------------- | --------------------------- | --------------------------------------- | ------ |
| Varios         | 3 de mayo de 2019   | Descarga digital, Streaming | Bad Dreams Records, Empire Distribution | [ 6 ]  |
| Estados Unidos | 11 de junio de 2019 | Rhythmic contemporary       | Bad Dreams Records, Empire Distribution | [ 25 ] |